# Jagdstaffel 86
Jagdstaffel 86 -  Königlich Preußische Jagdstaffel Nr. 86 - Jasta 86 – jednostka lotnictwa niemieckiego Luftstreitkräfte z okresu I wojny światowej. 

## Informacje ogólne
Jednostka została utworzona formalnie w 3 listopada 1918 roku z Kest 6. Nie zachowały się pełne dane, kto dowodził jednostką w jakim okresie. Jednostka jako eskadra typowo myśliwska nie weszła do działań bojowych z powodu ogłoszonego zawieszenia broni, a następnie kapitulacji Niemiec. 